# Флаг Стерлитамака
Флаг Стерлитама́ка является официальным отличительным символом, указывающим на принадлежность к муниципальному образованию городской округ город Стерлитамак Республики Башкортостан Российской Федерации и служит знаком единства его населения.
Ныне действующий флаг утверждён 1 ноября 2006 года и внесён в Государственный геральдический регистр Российской Федерации с присвоением регистрационного номера 3242.

## Предыдущие флаги
Решением Стерлитамакского городского Совета от 24 апреля 2001 года, был учреждён первый флаг города:

Флаг города представляет собой прямоугольное двухцветное двухстороннее полотнище, состоящее из двух горизонтальных равновеликих по ширине полос синего (сверху) и серебристого (снизу) цветов.
Отношение ширины флага к его длине 1:2.
В центре флага изображён герб города, высота которого равна 5/9, а основание — 4/9 ширины флага.
Синий цвет флага означает ясность и чистоту помыслов, серебристый — благородство, откровенность и правдивость.

25 апреля 2006 года, в целях реализации единой государственной политики в области геральдики, участия в формировании единой геральдической системы страны, обретения официальных отличительных символов, указывающих на принадлежность к муниципальному образованию городской округ город Стерлитамак, в соответствии с Уставом города, исходя из преемственности исторических традиций, исторического традиционного наличия символов города, рассмотрев предложение комиссии по территориальной символике городского округа город Стерлитамак, Совет городского округа город Стерлитамак одобрил Положение о ранее принятом флаге. Описание флага было оставлено без изменений.
18 июля 2006 года, было отменено Положение от 25 апреля 2006 года и, Положением о флаге городского округа город Стерлитамак Республики Башкортостан, был принят новый флаг города:

В нижнем лазоревом (синем, голубом) поле — три плывущих белых гуся, окаймлённых жёлтым цветом. В верхнем белом поле — бегущая куница натурального цвета. Два поля соединяют три лазоревые (синие, голубые) волнообразные линии.
Форма полотнища флага — прямоугольная. Соотношение сторон полотнища-ширины к длине флага — 2:3.

Лазоревый (синий, голубой) цвет означает красоту и величие края, серебряный (белый) цвет — веру, чистосердечность, благородство его жителей.
Стерлитамак — город трёх рек (Ашкадар, Белая, Стерля), о чём символизируют три волны, соединяющие два поля флага.
Присутствие трёх гусей в золотом (жёлтом) обрамлении и куницы натурального цвета символизируют справедливость, богатство, состоятельность и стремление сохранить экологически чистую природу.

## Современный флаг
Согласно рекомендации Геральдического совета при Президенте России, 1 ноября 2006 года флаг, учреждённый 18 июля 2006 года, был отменён.
В тот же день были приняты новый герб и, разработанный на его основе, флаг.
Так как Решением от 18 июля 2006 года было отменено только Положение от 25 апреля 2006 года, то Решение от 24 апреля 2001 года оставалось в силе. 18 сентября 2007 года де-юре был отменён первый флаг города.

### Описание
В лазоревом поле три плывущих по серебряной воде серебряных гуся. Форма полотнища флага — прямоугольная. Соотношение сторон полотнища — ширины к длине флага — 2:3.

В книге «Башкортостан. Государственные символы и символика городов и районов» приводится следующее описание флага:

Прямоугольное полотнище с соотношением ширины к длине 2:3, состоящее из трёх горизонтальных полос: верхней синего цвета шириной 7/10 ширины полотнища, средней белого цвета шириной 1/10 ширины полотнища и нижней синего цвета; в центре верхней синей полосы три плывущих к древку гуся белого цвета с клювом красного цвета.

### Обоснование символики
Все флаги города Стерлитамака были разработаны на основе старинного герба города Стерлитамака, являющегося историческим достоянием города.
Стерлитамак имеет богатую историю, знаменательной вехой которой является строительство в 1766 году соляной пристани в устье реки Стерля. Уже спустя 15 лет активно развивающееся поселение указом императрицы Екатерины II получило статус города и 8 (19) июня 1782 года был утверждён герб города Стерлитамака. В Указе Екатерины II об утверждении герба города Стерлитамака содержится следующее его описание:

В верхней части щита герб Уфимский. В нижней — три плавающие серебряные гуся в голубом поле, в знак великого изобилия оных птиц.

Как видно из Указа, в соответствии с геральдическими требованиями того времени, в верхней части щита исторического герба Стерлитамака был также размещён герб города Уфы (изображение куницы) в знак принадлежности Стерлитамака Уфимскому наместничеству.
В современном гербе верхнее поле исключено, так как Стерлитамак не принадлежит к Уфимскому наместничеству и сохранение герба Уфы в современном гербе Стерлитамака являлось бы искажением исторического герба города.
Современное осмысление центральных фигур исторического герба Стерлитамака — трёх гусей связано с огромной актуальностью вопросов экологии для города, являющегося крупным индустриальным центром республики. Яркая экологическая направленность этих геральдических символов в сочетании с лазоревым полем и сегодня активно работает на формирование мировоззрения стерлитамаковцев. В то же время лазоревый цвет поля герба является геральдическим символом красоты и величия, а серебряный цвет элементов герба — символом веры, чистосердечности и благородства жителей Стерлитамака.

## Флаг Стерлитамака в космосе
На день города флаг Стерлитамака отправляли на МКС.